# Чернелавці
Чернелавці (словен. Černelavci) — поселення в общині Мурська Собота, Помурський регіон, Словенія. Висота над рівнем моря: 192,5 м.